# Gornja Dolina
Gornja Dolina (szerbül: Горња Долина), falu Gradiška községben, Bosznia-Hercegovinában, Bosanska krajina területén, a Szerb Köztársaságban. 

## Fekvése
Bosznia-Hercegovina északi részén, Banja Lukától légvonalban 42, közúton 49 km-re északra, községközpontjától légvonalban 9, közúton 11 km-re keletre, 90-94 méteres magasságban, a Száva jobb partján és a tőle délre elterülő síkságon fekszik.

## Népessége
| Nemzetiségi csoport | Népesség 1991 | Népesség 2013 |
| ------------------- | ------------- | ------------- |
| Szerb               | 5             | 87            |
| Bosnyák             | 0             | 0             |
| Horvát              | 382           | 9             |
| Jugoszláv           | 3             | 1             |
| Egyéb               | 10            | 1             |
| Összesen            | 400           | 98            |

## Története
Dolina lakói mindvégig katolikus horvátok voltak. A 17. században az orubicai plébániát említik ezen a területen. Dolina első írásos említése 1675-ben történt, 1737-ben pedig Mato Delivić püspöki vikárius említi. Lakóinak első említéseit a plébániai anyakönyvekben (1762-től) találjuk. Az első püspöki vizitáció Marijan Bogdanović vikárius személyében 1768-ban történt Dolinán. Ekkor 25 háztartás volt itt 133 felnőtt hívővel és 44, hét év alatti gyermekkel. 1813-ban Augustin Miletić 21 háztartást és összesen 145 hívőt talált. 1856-ban Gornja Dolinán 25 családban 250 katolikus hívő élt. A plébánia alapításáig lakói a berbiri (a mai Gradiška) plébániához tartoztak. A helyi katolikus plébániát 1920. május 3-án alapították. Az első plébániatemplom az egykori fogadó volt, melyet 1920-ban templommá és plébánialakássá alakítottak át. Később kétszer korszerűsítették. A templom mellé 1924-ben épült az első harangtorony.
A település területe 1878-ig tartozott az Oszmán Birodalomhoz, ekkor a berlini kongresszus határozata alapján az Osztrák-Magyar Monarchia része lett. 1879-ben az első osztrák-magyar népszámlálás során a Berbir községhez tartozó településnek 44 háztartása és 317 római katolikus lakosa volt. 1910-ben a Bosanska Gradiškai járáshoz és Dolina községhez tartozó Dolina Gornja településen 104 háztartást 623 római katolikus és 6 ortofox lakost találtak. A monarchia szétesésével 1918-ban előbb a Szerb-Horvát-Szlovén Királyság, majd 1929-től a Jugoszláv Királyság része. 1921-ben Dolina községnek összesen 251 háztartása és 1353 lakosa volt.
Jugoszlávia megszállása után a Független Horvát Állam (NDH) része lett. 1945-től a szocialista Jugoszlávia része volt. Római katolikus templomát a boszniai háború idején lerombolták és a horvát lakosságot elűzték. Az elűzöttek többsége a Száva folyó túlpartján, Horvátországban, Újgradiška környékén telepedett le. A daytoni békeszerződést követő területfelosztásnál Bosanska Gradiška község részeként a Szerb Köztársaság területéhez került.

## Nevezetességei
A dolinai plébánia 1920. május 3-án alakult, amikor elvált Bosanska Gradiškától. A plébánia védőszentje 1961-ig Szent Illés próféta volt. A Nagyboldogasszony plébániatemplom 1991-ben épült a régi, 1963-ban épült plébániatemplom melletti területen. Ugyanezen év végén a boszniai háború idején a még be sem fejezett plébániatemplom súlyosan megrongálódott, melyet a háború után állítottak helyre. A plébániaház 1984-ben épült, de többször is megrongálódott és a háború idején ez is megsemmisült. 1995-ben a plébánia működése megszűnt, híveit elűzték. Az utolsó plébános Kazimir Višaticki volt.